# Kreiskrankenhaus Schopfheim

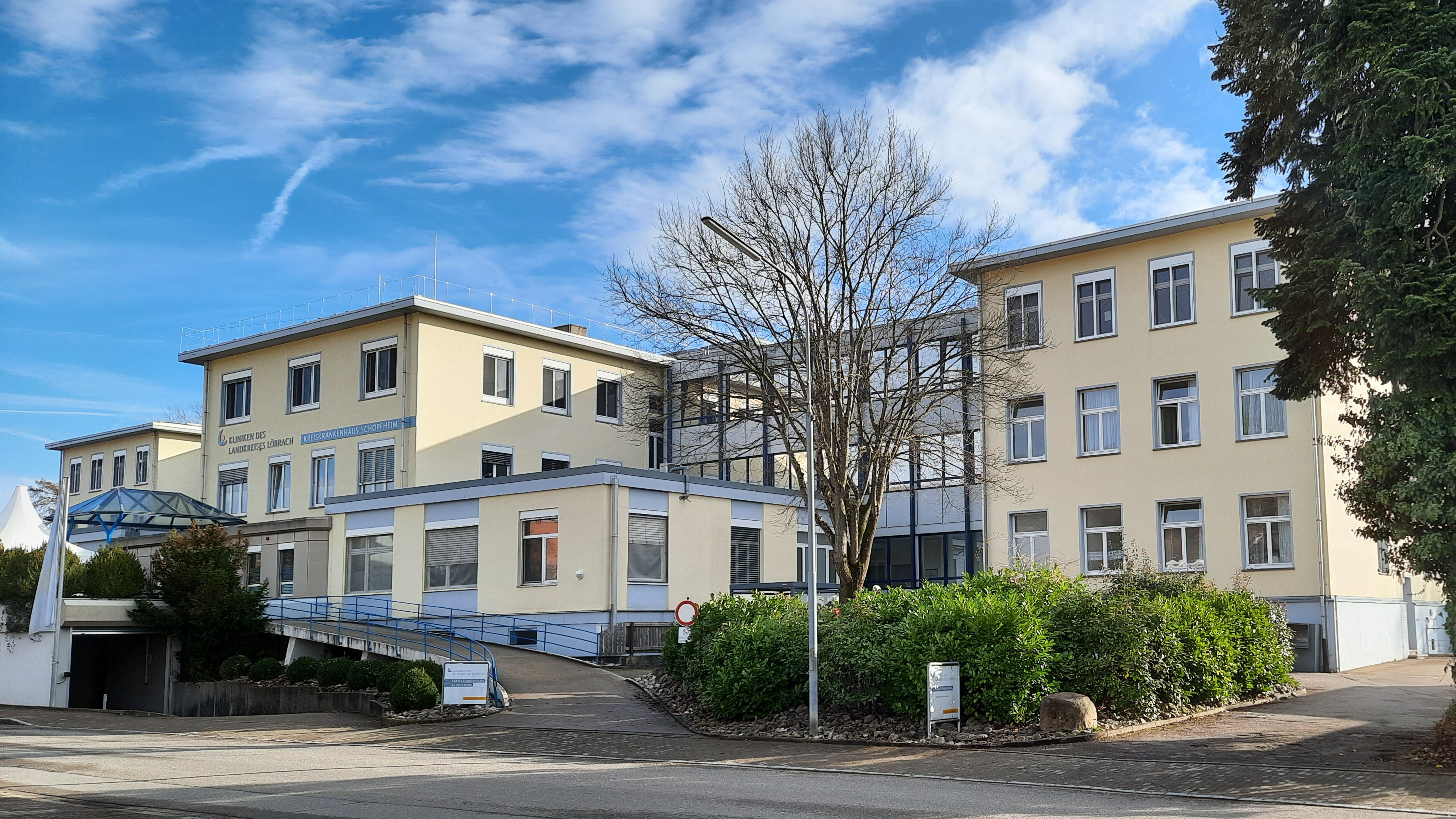
Kreiskrankenhaus Schopfheim

Das Kreiskrankenhaus Schopfheim ist ein Krankenhaus in Schopfheim, Baden-Württemberg. Es steht heute in der Trägerschaft der Kliniken des Landkreises Lörrach.

## Geschichte
Bereits im Mittelalter um das Jahr 1250 wurde in der Markgrafenstadt Schopfheim eine Anstalt zur Linderung der Nöte der Armen und Elenden, der Witwen und Waisen unter Aufsicht von Statthalter und Rat errichtet, verwaltet im städtischen Auftrag von einem Spitalpfleger und dessen Spitalknecht.
Ab 1876 wurde in einer ehemaligen Seidenfabrik, die schon früher als Lazarett gedient hatte, ein Krankenhaus mit Krankenzimmern auf drei Stockwerken, einer eigenen Küche, einer Zelle für Geisteskranke, einem „Krätzezimmer“ und zwei Zimmern für Infektionskranke eingerichtet. Die Betten der „Leichtkranken“ standen nicht in den Zimmern, sondern auf den Gängen. Die Leitung des Hauses oblag im Auftrag der Stadt dem Diakonissen-Mutterhaus in Karlsruhe, das neun Krankenschwestern nach Schopfheim entsandte.
Am 15. Oktober 1916 konnte in der Schwarzwaldstraße ein Neubau mit 85 Plätzen, 14 Schwestern, zwei Hilfsschwestern und einem Krankenwärter bezogen werden. 1959 wurde ein eigenes Schwesternhaus erbaut. Zwischen 1960 und 1972 stieg die Bettenzahl bis auf 142.
Im Jahre 1991 übernahm der Landkreis Lörrach das Krankenhaus. 1994 erfolgte die Übernahme durch die neu gegründete Kliniken des Landkreises Lörrach GmbH.

## Medizinisches Angebot

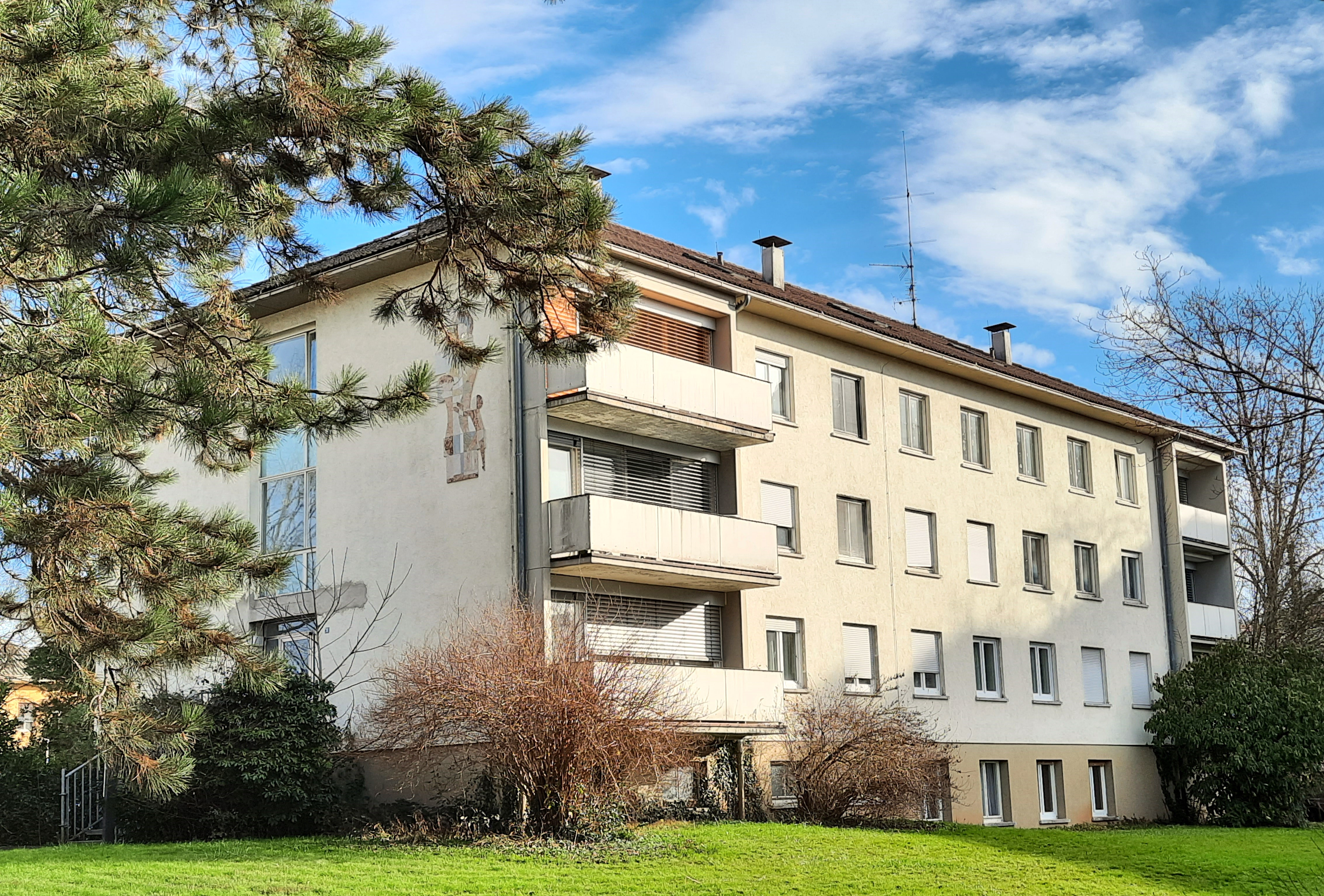
Kreiskrankenhaus Schopfheim – Klinik für Psychiatrie

Der Standort Schopfheim ist heute eine Klinik der Grundversorgung. Sein Schwerpunkt liegt vor allem im chirurgischen Bereich (Spezialgebiete Unfallchirurgie sowie Hand-, Plastische und Fußchirurgie) und im internistischen Bereich (Spezialgebiete Endoskopie und Diabetologie). Fachabteilungen in Schopfheim sind das Zentrum für ambulantes Operieren, die Klinik für Chirurgie, die Klinik für Hand- und Plastische Chirurgie, die Klinik für Innere Medizin und die Psychiatrische Tagesklinik.
Seit 2000 hat das Kreiskrankenhaus Schopfheim 120 Planbetten, davon 60 im Bereich Innere Medizin und 60 im Bereich Chirurgie. Angegliedert und auch räumlich ins Krankenhaus integriert ist eine Kurzzeit-Pflegestation mit 12 Plätzen. Im April 2010 wurde als weiterer Schwerpunkt eine Klinik für Erwachsenenpsychiatrie mit 30 Plätzen eröffnet, die mit dem Zentrum für Psychiatrie Emmendingen kooperiert.
Im Dezember 2022 veröffentlichten die Kreiskliniken unter wirtschaftlichem Druck ein neues Konzept für die Arbeitsteilung zwischen den Stadtorten, wobei das Krankenhaus Schopfheim künftig ausschließlich für die stationäre Psychiatrie zuständig sein soll. Diese Umorganisation im Vorfeld der mit der geplanten Eröffnung des Zentralklinikums 2025 ohnehin anstehenden gänzlichen Auflösung des Standortes wird von den Beschäftigten hart kritisiert.